# Арка Костянтина
Арка Костянтина (італ. Arco di Costantino; лат. Arcus Constantini) — тріумфальна арка в Римі, збудована в 315 році. Була споруджена за ініціативою Римського Сенату на честь видатної перемоги імператора Костянтина Великого в битві біля Мульвійського мосту 312 року. Розташована між Колізеєм і Палатином на стародавньому Тріумфальному шляху (лат. Via Triumphalis).

## Історія
Побудована в 315 році і присвячена перемозі Костянтина над Максенцієм в битві біля Мульвієвого мосту 28 жовтня 312. Є найпізнішою із збережених римських тріумфальних арок. При будові використано елементи декору, зняті зі стародавніших монументів. Крім того, це єдина в Римі арка, побудована на честь перемоги не над зовнішнім ворогом, а у громадянській війні.

## Розміри
Арка має висоту 21 м, завширшки 25,7 м і глибину 7,4 м. Центральний проліт 11,5 м і заввишки 6,5 м шириною, бічні: по 7,4 м і 3,4 м. Основна частина монумента виконана з мармурових блоків, аттик цегляний, облицьований мармуром.

## Історія  побудови
Запропоновано три пояснення, чому для декорування арки використовували зняті з інших споруд елементи: 
- Мистецтво Римської імперії IV століття знаходилося в стані занепаду, навички, необхідні для створення тріумфальної арки, яка гідно виглядала б в одному ряді зі старими, були втрачені. Ця версія була найпопулярнішою деякий час, однак зараз відбувається визнання своєрідності мистецтва пізньої античності і його високої цінності, у зв'язку з чим така думка втрачає позиції;
- Творці монумента були поставлені у вузькі часові рамки: початок робіт відносять не раніше ніж до кінця 312, а завершення — до літа 315;
- Використання елементів декору часів Траяна, Адріана і Марка Аврелія мало символічне значення: у такий спосіб Костянтин вводився в коло «хороших імператорів».

## Атик
На аттику попарно розташовані 8 барельєфів, зняті з невідомого пам'ятника епохи Марка Аврелія (161–180), імовірно тріумфального монумента на честь війни з сарматами (169–175). По північній стороні зліва направо зображуються: повернення імператора в Рим з військового походу, імператор залишає місто і вітається персоніфікованою Via Flaminia, імператор роздає гроші народу, імператор допитує полоненого германця. За південній стороні (також зліва направо): перед імператором постає німецький вождь, інші бранці, імператор звертається до військ, Суоветаурілії; імператор приносить у жертву богам свиню, овечку, і бика. На барельєфі з роздачею грошей народу залишилися сліди віддаленої постаті сина Марка Аврелія  — Коммода. На вершині кожної колони знаходяться фігури даків, взяті, ймовірно з форуму Траяна. Звідти ж, або з казарм імператорської кінної гвардії, походять барельєфи з бічних стін аттика арки і з центрального прольоту, що зображують святкування перемоги над даками.

## Вигляд
8 коринфських колон (по 4 з кожної сторони) виконані з нумідійського жовтого мармуру. Підстави колон прикрашають рельєфи із зображенням Вікторії (лицьовий бік), римських солдатів і полонених варварів (бічні сторони), Вікторія зображена також в пазухах зводу головного прольоту. Всі ці рельєфи відносять до часів Костянтина. Над бічними арками розташовані пари медальйонів 2-метрового діаметра епохи Адріана. По північній стороні зліва направо на них зображуються: полювання на вепра, принесення жертви Аполлону, полювання на лева, принесення жертви Геркулесу, по південній (також зліва направо): виїзд на полювання, принесення жертви Сільванії, полювання на ведмедя, принесення жертви Діані. Голови Адріана замінені у сценах полювання на північній стороні на Костянтина, в сценах жертвоприношень: на Ліцинія і Констанція Хлора; на південній стороні навпаки. З бічних сторін арки на аналогічних медальйонах вже часу Костянтина зображені божества Сонця (від сходу) і Місяця (з західної) на колісницях. При Костянтині також був створений рельєфний фриз, що ілюструє похід Костянтина проти Максенція. Розповідь починається з східної сторони від'їздом з Мілана, продовжується на південній сценами з військової кампанії. На західній стороні поміщений в'їзд Костянтина в Рим, на північній — виступи перед народом і роздачі грошей.

## Напис

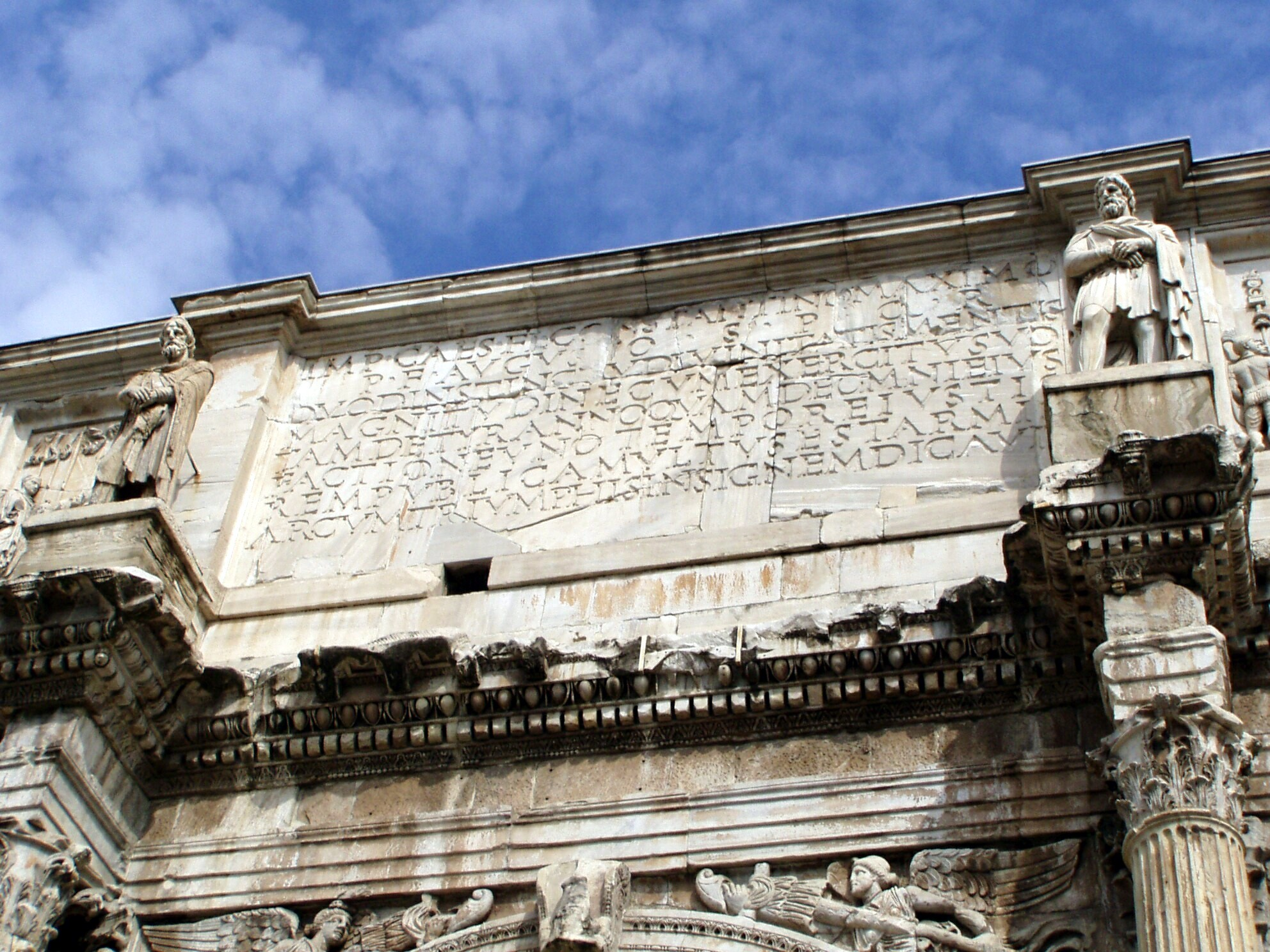
Напис

IMPERATORI CAESARI FLAVIO CONSTANTINO MAXIMO

PIO FELICI AUGUSTO SENATUS POPULUSQUE ROMANUS

QUOD INSTINCTU DIVINITATIS MENTIS

MAGNITUDINE CUM EXERCITU SUO

TAM DE TYRANNO QUAM DE OMNI EIUS

FACTIONE UNO TEMPORE IUSTIS

REM PUBLICAM ULTUS EST ARMIS

ARCUM TRIUMPHIS INSIGNEM DICAVIT

## Цікаві факти
4 вересня 2024 року під час сильної грози блискавка вдарила в арку Костянтина, відірвавши фрагменти від стародавньої споруди. Як повідомило видання AP, співробітники Археологічного парку Колізею дуже швидко зібрали і закріпили відірвані фрагменти арки, масштаб збитку оцінюється.

## Галерея

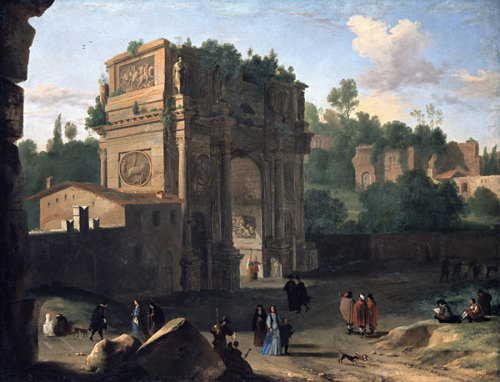
1645
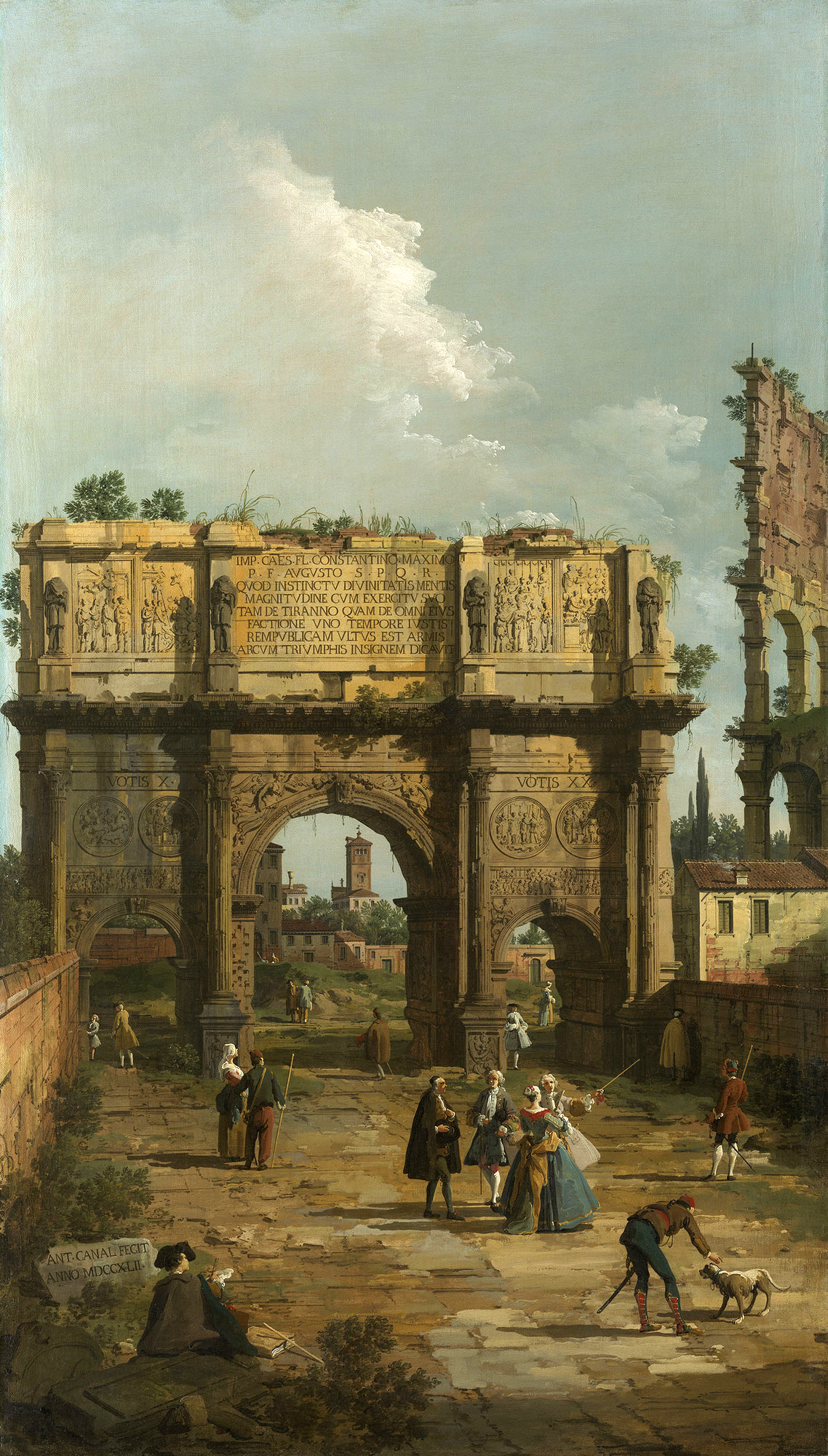
1742
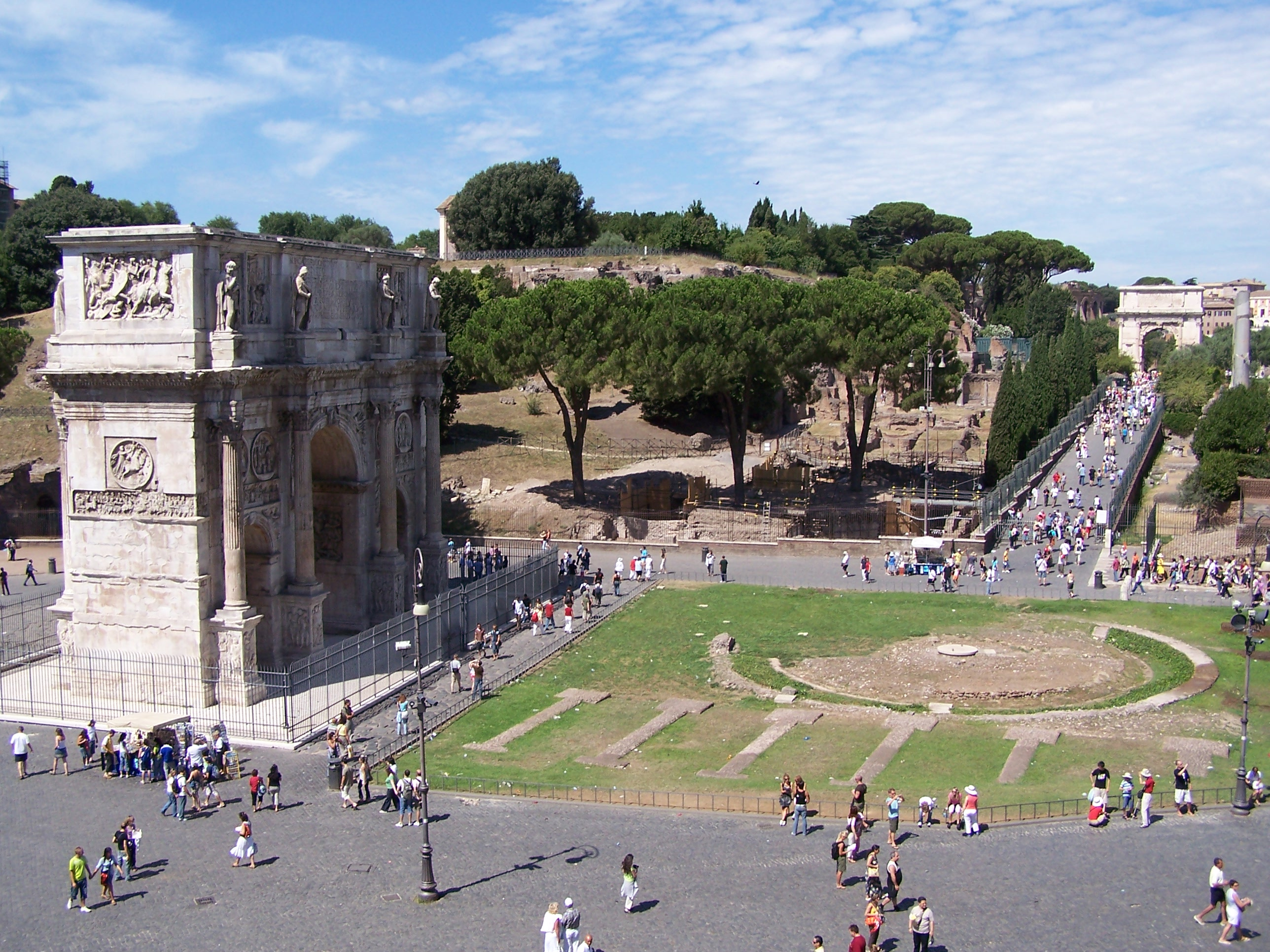
Арка Костянтина
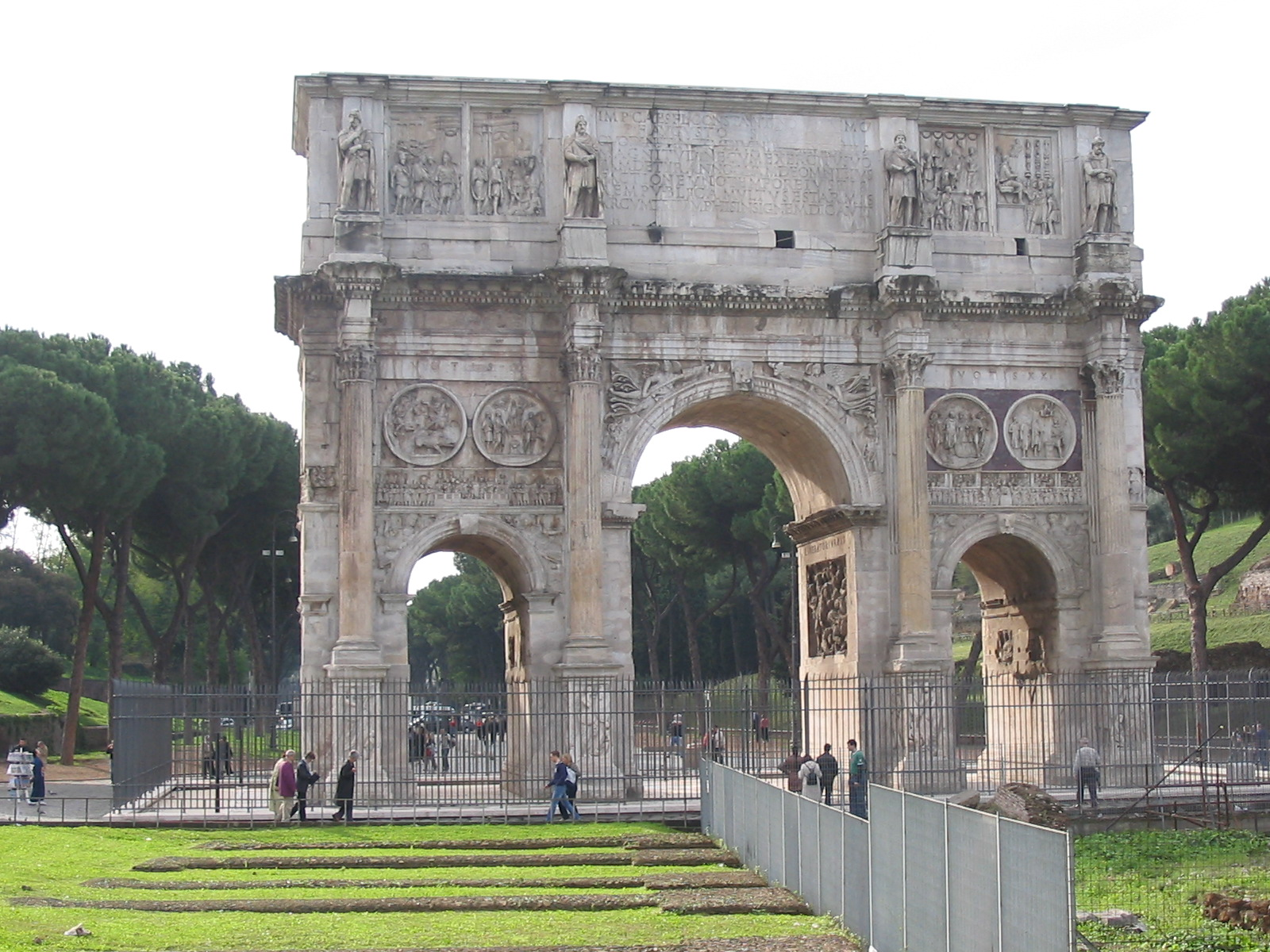
Арка Костянтина
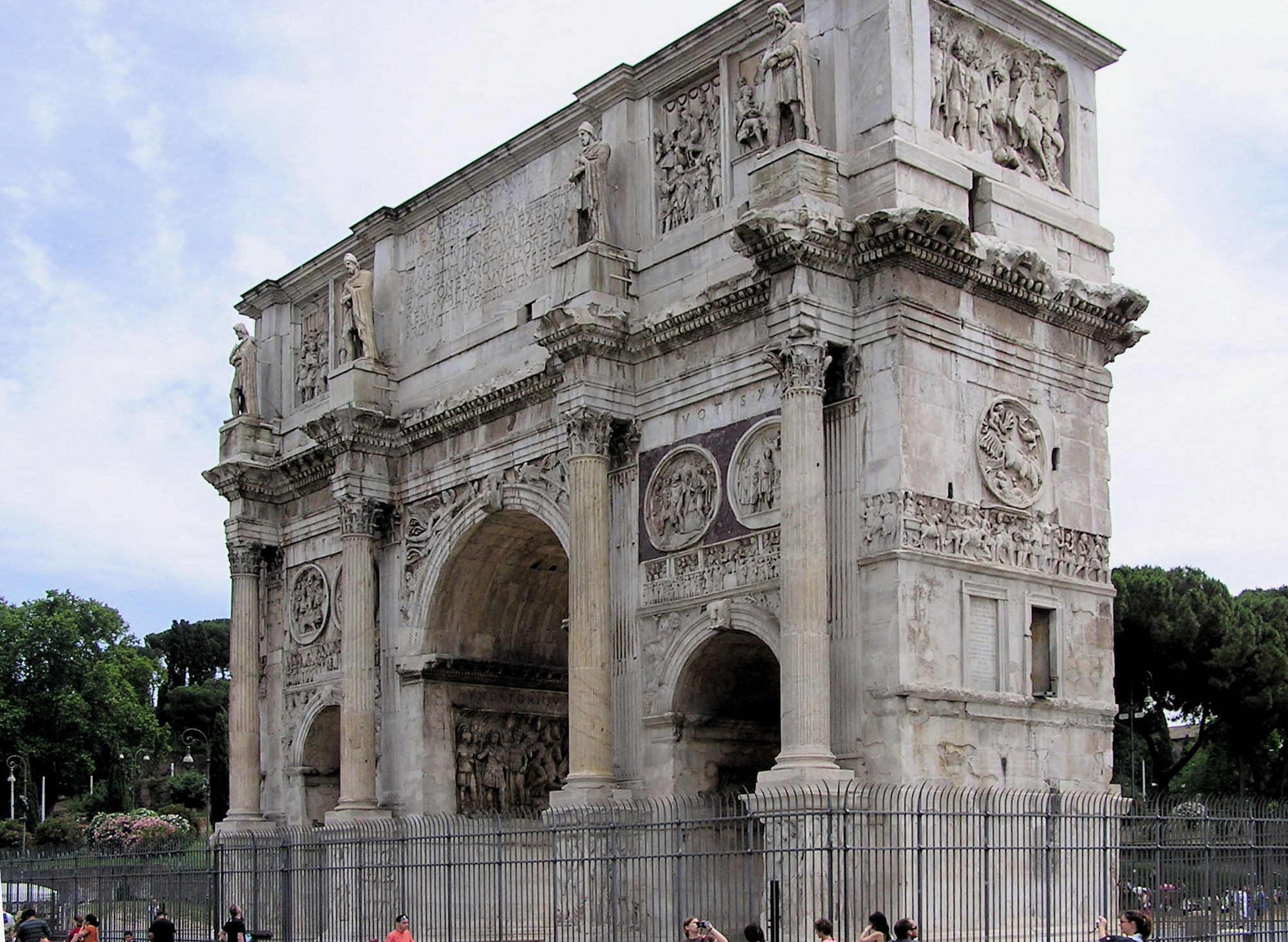
Арка Костянтина
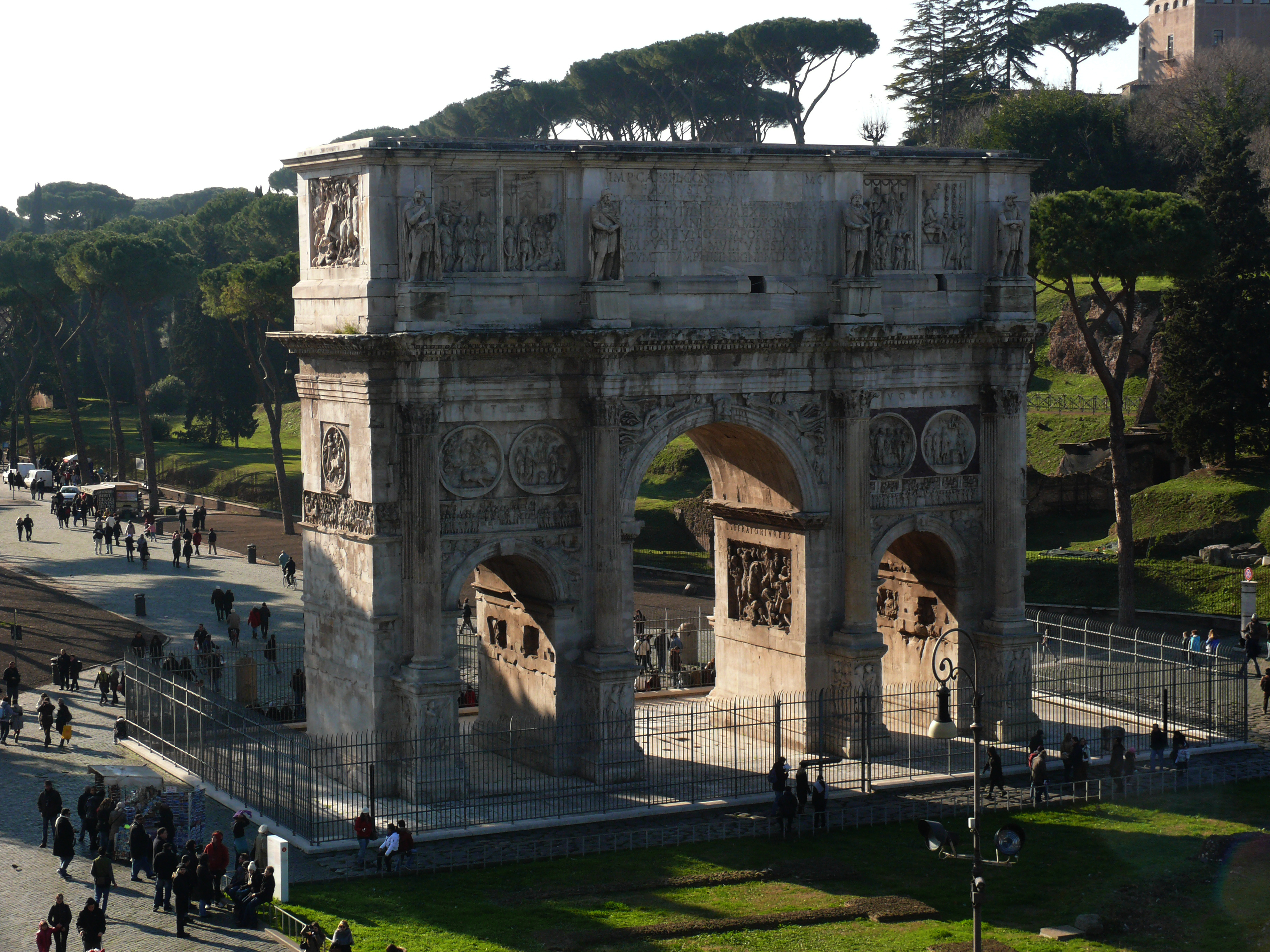
Арка Костянтина
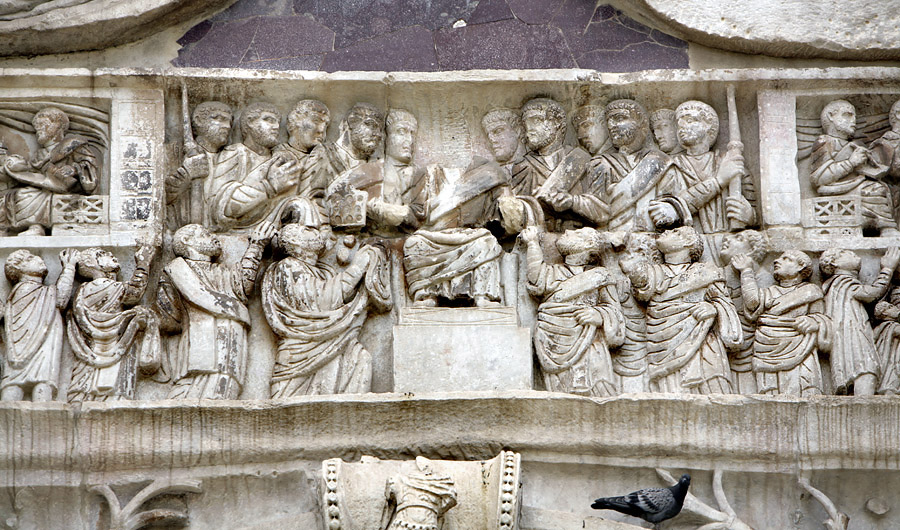
Костянтин I на троні
Схема розміщення переставлених елементів
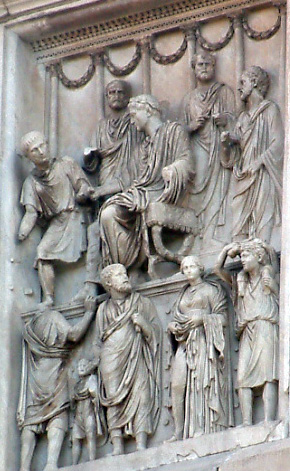
Рельєф
Вид на арку та Колізей з боку Палатину
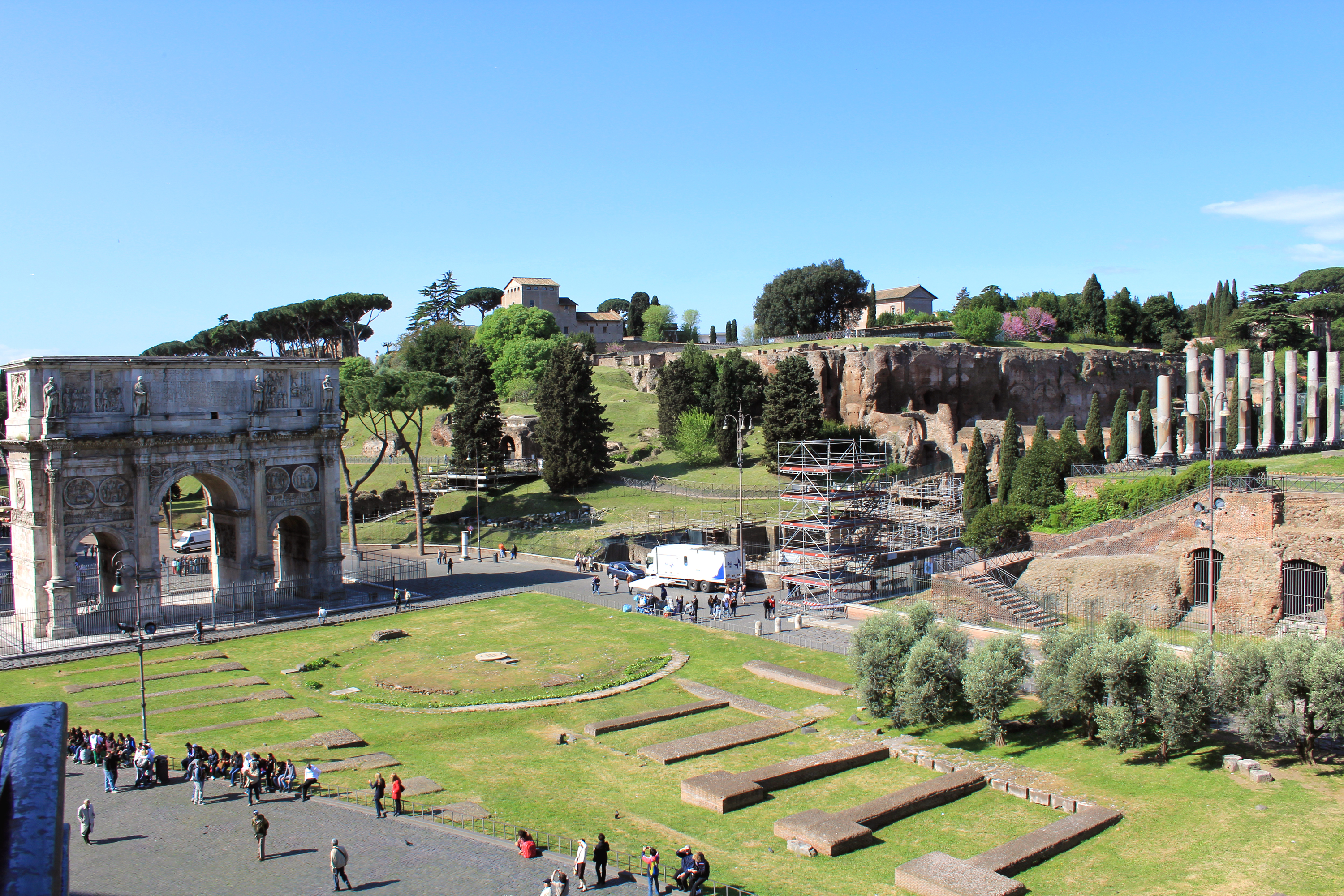
Арка. Палатинський холм позаду
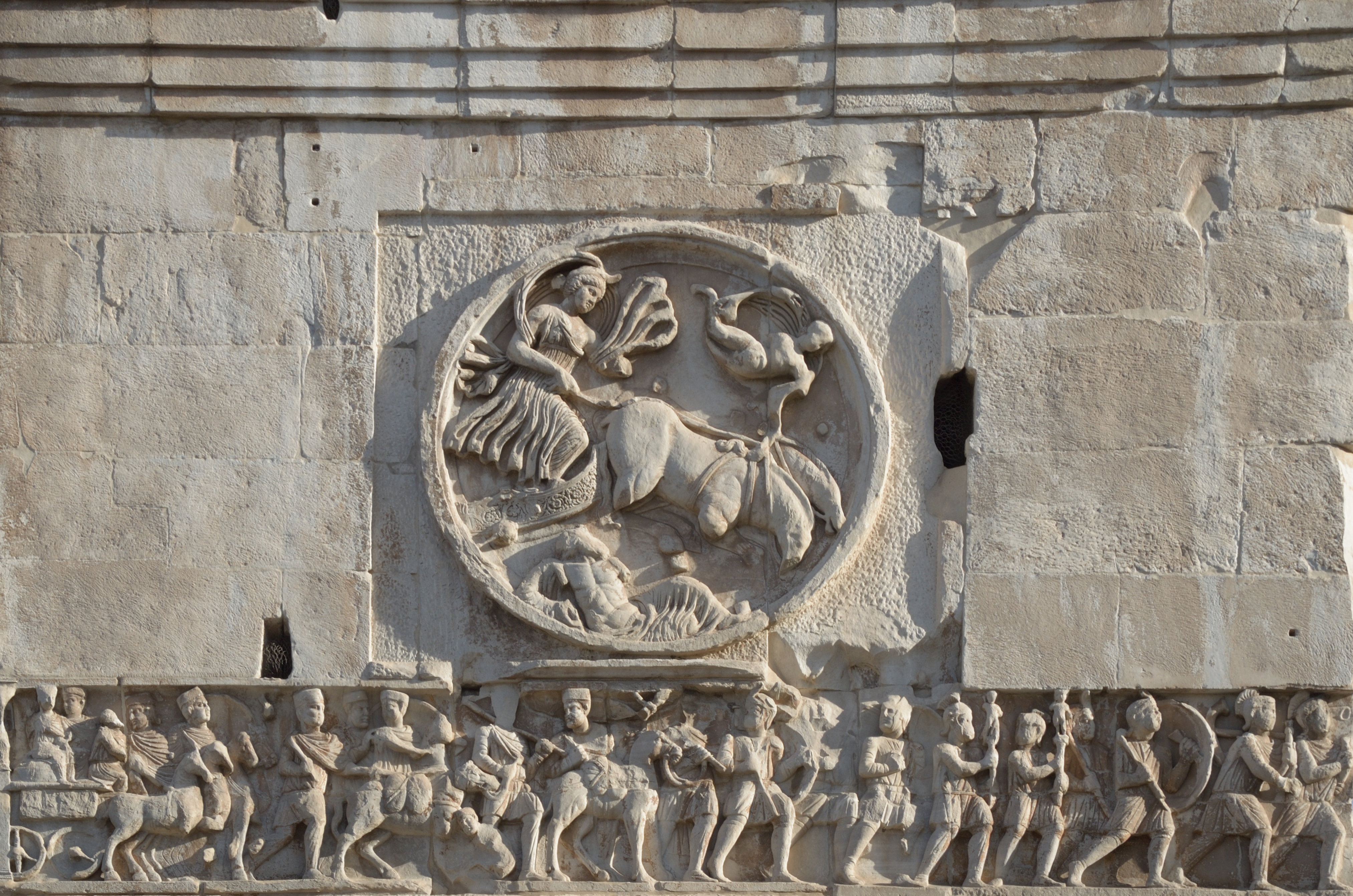
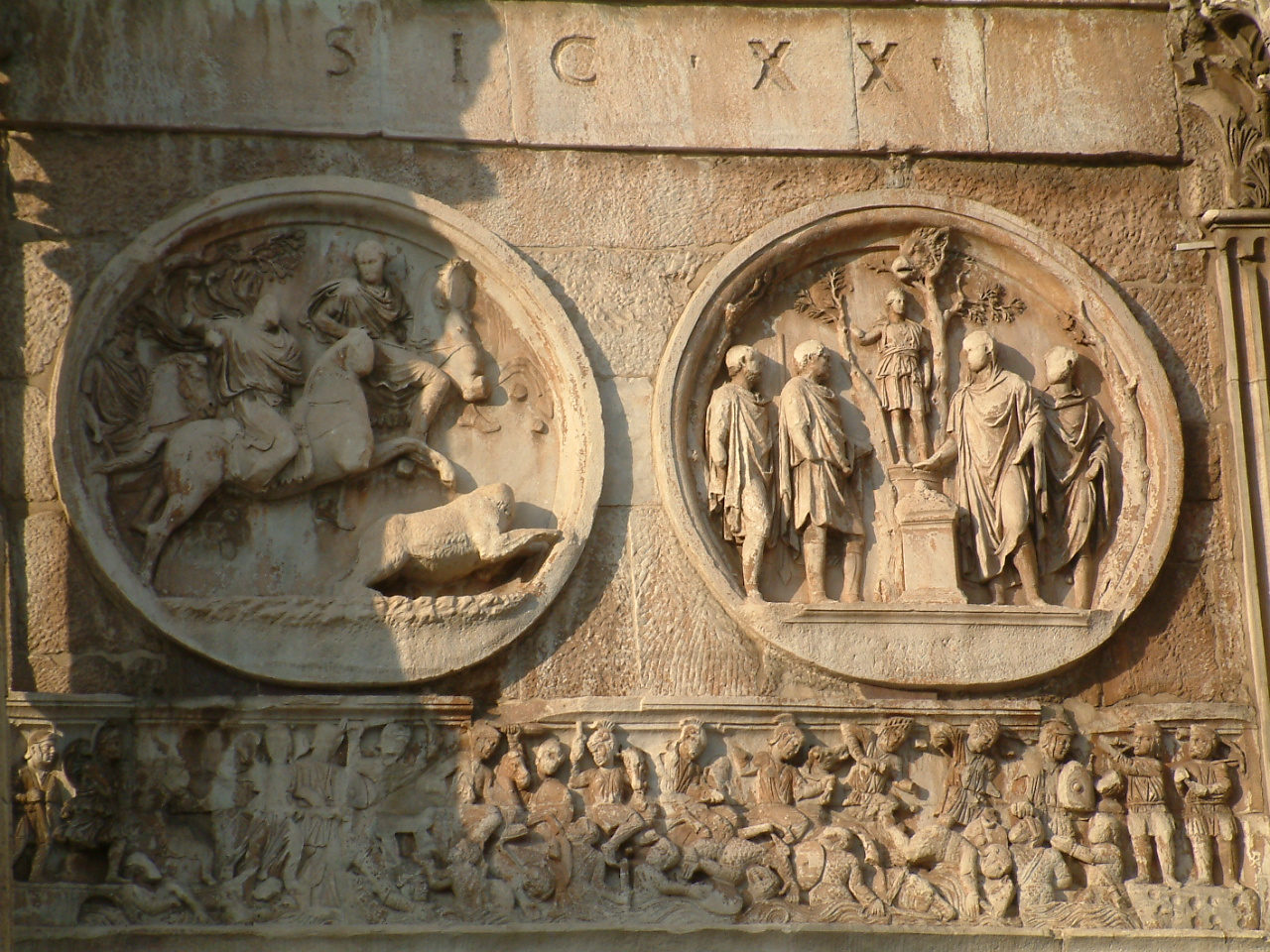
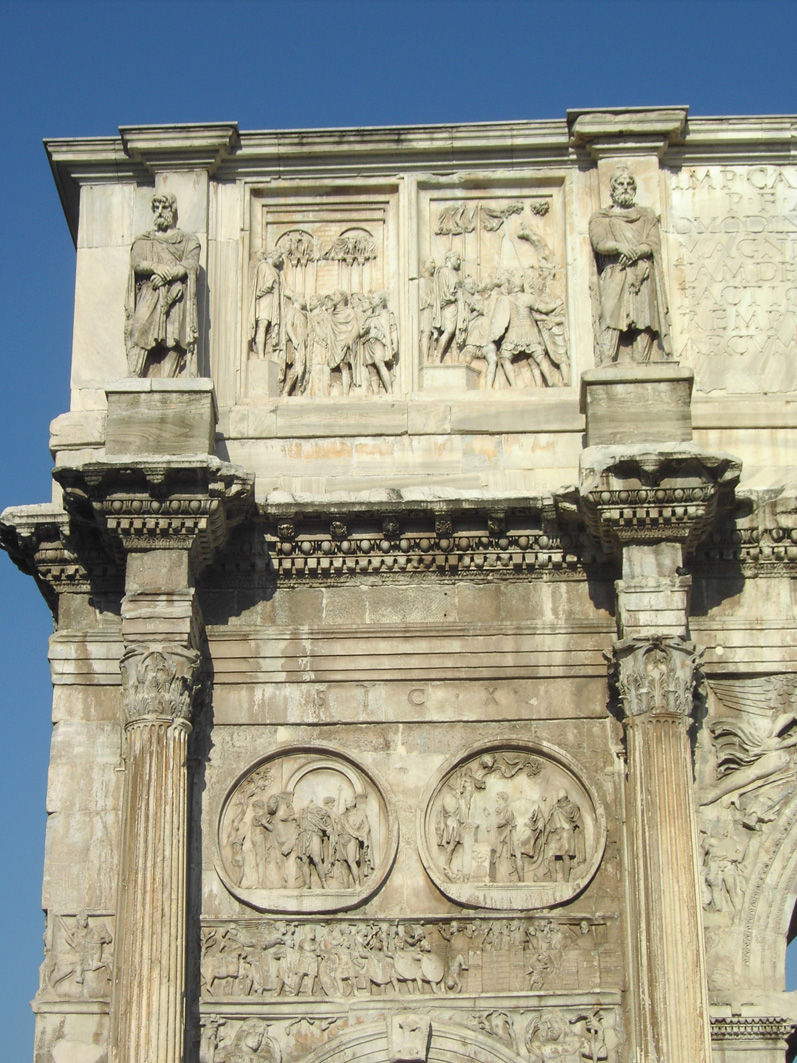
Деталь
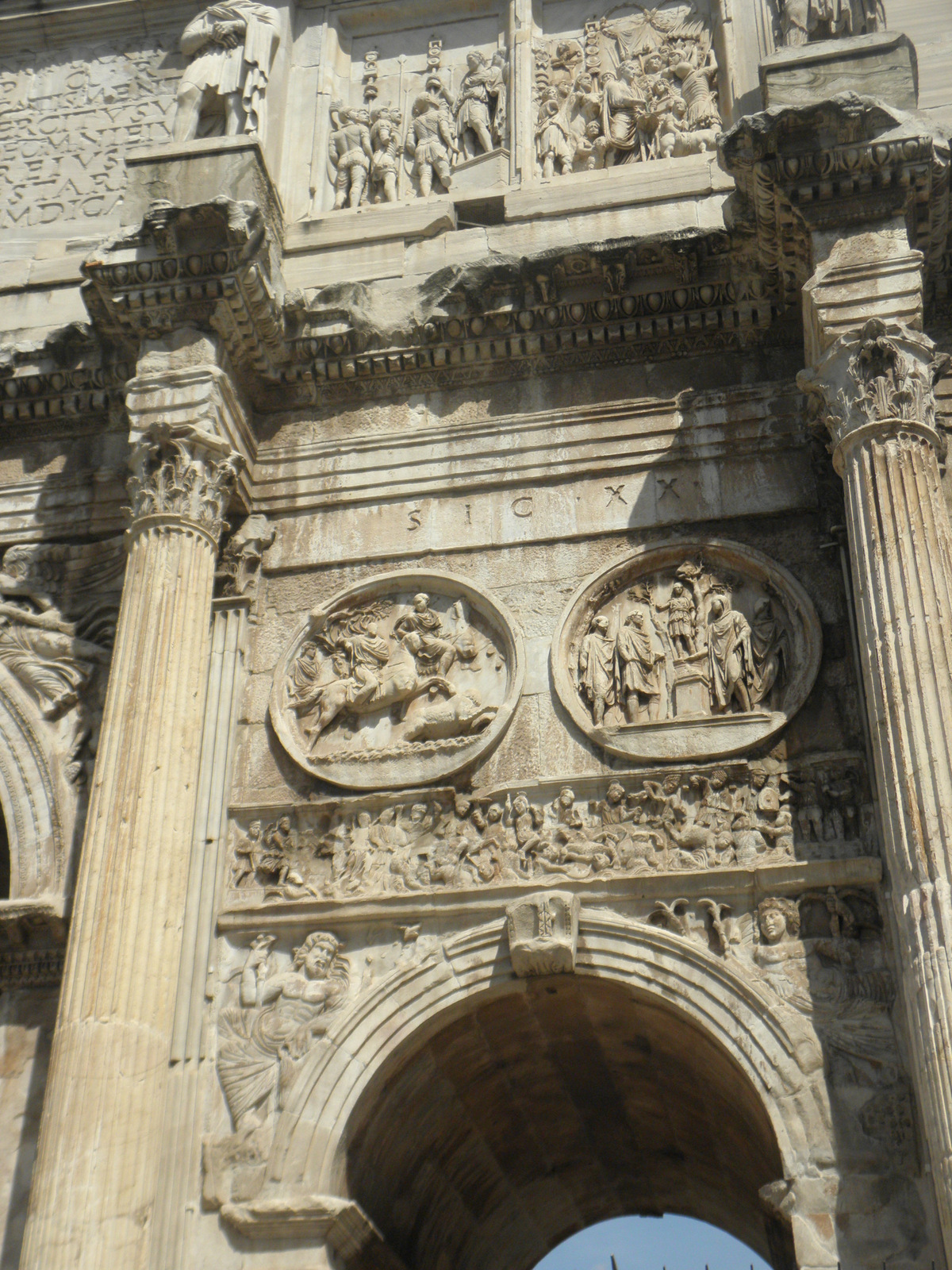
Барель'єфи "Полювання на Вепра" та "Жертва Аполону"